# Steak au poivre
Le steak au poivre ou filet au poivre est un plat de la cuisine française, composé d'un filet de bœuf et d'une sauce au poivre,,. Les grains de poivre forment une croûte sur le steak une fois qu'il est cuit.

## Préparation et ingrédients
La croûte de poivre est fabriquée en plaçant le steak dans un lit de grains de poivre noirs concassés. Le steak est saisi dans une poêle chaude avec une petite quantité de beurre et d'huile ; le tout à haute température pour cuire rapidement l'extérieur et former la croûte tout en laissant l'intérieur saignant ou à point. Le steak est laissé au repos quelques minutes avant d'être servi,.
Le plat est souvent servi avec une sauce composée de poivre, de cognac réduit, de crème fraîche épaisse et du fond du plat dont du beurre, des échalotes et parfois de la moutarde de Dijon.